# 帕里尼莱沃
帕里尼莱沃（法語：Parigny-les-Vaux，法語發音：[paʁiɲi le vo]）是法国涅夫勒省的一个市镇，位于该省西南部，属于讷韦尔区和讷韦尔城市圈公共社区，其市镇面积为31.47平方公里，2022年1月1日时人口数量为965人。
帕里尼莱沃是讷韦尔城市圈公共社区的组成部分。

## 行政
帕里尼莱沃的邮政编码为58320，INSEE市镇编码为58207。

## 地理

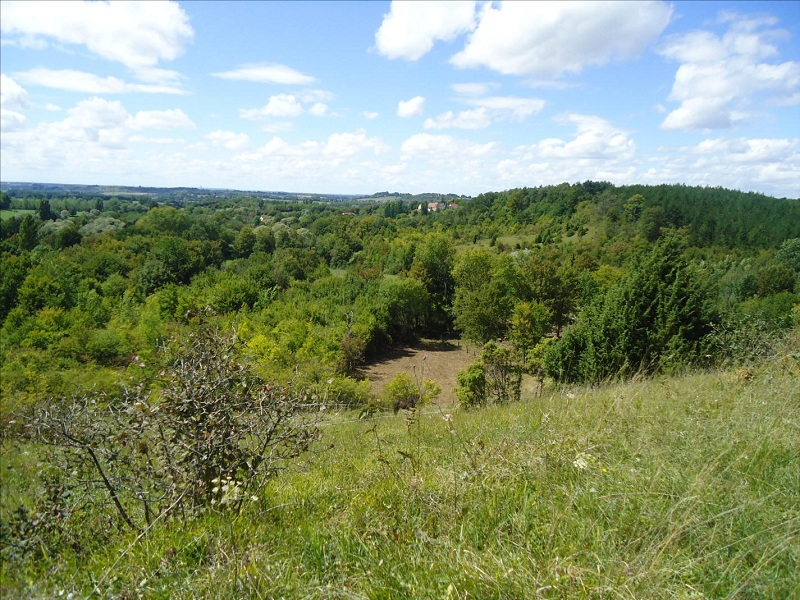
帕里尼莱沃境内的自然景观

帕里尼莱沃（47°5'30"N, 3°8'54"E）位于法国中部，勃艮第-弗朗什-孔泰大区西部和涅夫勒省西南部，距离省会讷韦尔大约12公里。
与帕里尼莱沃接壤的市镇包括：盖里尼、瓦雷讷-沃泽勒、绍尔涅、普格莱索、圣欧班莱福日、于尔济。
帕里尼莱沃境内地势以浅丘为主，全境海拔在186至341米之间。
涅夫勒河干流从市镇东境经过。
按照柯本气候分类法，帕里尼莱沃属于较为典型的温带海洋性气候，全年温差较小，降水分布均匀。

## 交通
涅夫勒省省道D8线、D110线和D267线经过帕里尼莱沃境内。讷韦尔公交18路（定制公交线路）经过帕里尼莱沃境内并设有站点。

## 人口
| 年份   | 1936 | 1946 | 1954 | 1962 | 1968 | 1975 | 1982 | 1990 | 1999 | 2005 | 2010 | 2015 | 2017 |
| ------ | ---- | ---- | ---- | ---- | ---- | ---- | ---- | ---- | ---- | ---- | ---- | ---- | ---- |
| 人口數 | 627  | 631  | 605  | 641  | 540  | 515  | 804  | 938  | 904  | 969  | 972  | 955  | 960  |